# Чудо на 34-й улице (фильм, 1994)
«Чудо на 34-й улице» — ремейк классического рождественского фильма 1947 года, поставленный американским режиссёром Лесом Мэйфилдом в 1994 году.

## Сюжет
Маленькие дети искренне верят в чудеса и всегда с замиранием сердца ждут самого волшебного праздника в году. А шестилетняя Сьюзан, у которой нет папы, не верит, что Санта-Клаус — настоящий волшебник. Мама давным-давно открыла девочке его «секрет».
И хотя Сьюзан, как и все ребята, составляет свой рождественский список для Санты, она не рассчитывает получить самые желанные подарки в жизни: новый дом, папу и маленького братика. Но чудо происходит после встречи с Санта-Клаусом в крупном нью-йоркском универмаге «Коул». Сюзан понимает: Санта самый что ни на есть настоящий и её заветные мечты обязательно сбудутся.

## В ролях
- Ричард Аттенборо — Крис Крингл
- Элизабет Перкинс — Дора Уокер
- Дилан Макдермотт — Брайан Брэдфорд
- Мара Уилсон — Сьюзан Уокер
- Джей Ти Уолш — Эд Коллинз
- Джеймс Ремар — Джек Дафф
- Джейн Ливз — Альберта Леонард
- Саймон Джонс — Дональд Шеллхаммер
- Роберт Проски — судья Генри Харпер
- Уильям Уиндом — С.Ф Коул
- Дженнифер Моррисон — Денис
- Дженни Эллисон — эпизод

## Награды и номинации
- Ричард Аттенборо был выдвинут на премию «Сатурн» в номинации «Лучшая мужская роль второго плана».